# Dino Bošnjak
Dino Bošnjak (* 21. Januar 1994) ist ein kroatischer Leichtathlet, der im Mittel- und Langstreckenlauf an den Start geht.

## Sportliche Laufbahn
Erste internationale Erfahrungen sammelte Dino Bošnjak im Jahr 2011, als er bei den Jugendweltmeisterschaften nahe Lille im 3000-Meter-Lauf mit 8:27,01 min im Vorlauf ausschied und anschließend beim Europäischen Olympischen Jugendfestival (EYOF) in Trabzon nach 8:49,84 min Rang 14 erreichte. Im Jahr darauf belegte er bei den Juniorenweltmeisterschaften in Barcelona in 14:13,48 min den neunten Platz im 5000-Meter-Lauf und 2013 gewann er bei den Junioreneuropameisterschaften in Rieti in 29:59,07 min die Bronzemedaille über 10.000 Meter und belegte über 5000 Meter in 14:43,54 min den sechsten Platz. Anschließend siegte er bei den Balkan-Meisterschaften in Stara Sagora in 14:36,96 min über 5000 Meter. 2014 gewann er bei den Balkan-Meisterschaften in Pitești in 14:26,10 min die Bronzemedaille über 5000 Meter und im Jahr darauf erreichte er bei den U23-Europameisterschaften in Tallinn in 29:45,86 min Rang zehn im 10.000-Meter-Lauf und siegte anschließend bei den Balkan-Meisterschaften in Pitești in 14:12,20 min über 5000 Meter. 2017 belegte er bei den Balkan-Meisterschaften in Novi Pazar in 3:51,78 min den vierten Platz im 1500-Meter-Lauf und erreichte über 3000 Meter nach 8:34,67 min Rang sechs. Im Jahr darauf gewann er bei den Balkan-Meisterschaften in Stara Sagora in 8:16,85 min die Bronzemedaille im 3000-Meter-Lauf und wurde über 1500 Meter in 3:52,52 min Achter.
2019 belegte er bei den Balkan-Hallenmeisterschaften in Istanbul in 8:15,56 min den vierten Platz über 3000 Meter und bei den Freiluftmeisterschaften in Prawez siegte er in 8:13,19 min. Im Jahr darauf gewann er dann bei den Balkan-Meisterschaften in Cluj-Napoca in 3:47,82 min bzw. 8:12,11 min jeweils die Silbermedaille über 1500 und 3000 Meter. 2021 wurde er bei den Balkan-Hallenmeisterschaften in Istanbul in 3:49,39 min Sechster über 1500 Meter und bei den Freiluftmeisterschaften in Smederevo gewann er in 8:08,68 min die Silbermedaille über 3000 m. Im Jahr darauf siegte er in 13:50,85 min über 5000 Meter bei den Balkan-Meisterschaften in Craiova und gewann dort zudem in 8:13,69 min die Silbermedaille über 3000 Meter hinter dem Türken Ramazan Barbaros. Im Dezember gelangte er bei den Crosslauf-Europameisterschaften in Turin mit 19:04 min auf Rang 13 in der Mixed-Staffel. 2023 wurde er bei der 2. Liga der Team-Europameisterschaft im Rahmen der Europaspiele in Chorzów in 15:17,21 min 21. über 5000 Meter, ehe er bei den Balkan-Meisterschaften in Kraljevo in 14:26,00 min die Bronzemedaille hinter dem Österreicher Sebastian Frey und Ramazan Baştuğ aus der Türkei gewann.
In den Jahren 2012, 2014 und von 2017 bis 2023 wurde Bošnjak kroatischer Meister im 3000-Meter-Lauf sowie 2012, 2015 und 2016 und von 2018 bis 2023 auch über 5000 Meter. 2015 und 2018 sowie 2020, 2022 und 2023 siegte er zudem über 10.000 Meter und 2015 und 2016 sowie 2018 und 2021 auch über 1500 Meter. In der Halle siegte er 2018 und 2019 und 2021 über 3000 Meter sowie 2019 und 2021 auch im 1500-Meter-Lauf.

## Persönliche Bestleistungen
- 1500 Meter: 3:42,94 min, 15. September 2020 in Zagreb
  - 1500 Meter (Halle): 3:47,92 min, 7. Februar 2021 in Zagreb
- 3000 Meter: 7:48,50 min, 10. September 2023 in Zagreb (kroatischer Rekord)
  - 3000 Meter (Halle): 8:15,56 min, 16. Februar 2019 in Istanbul
- 5000 Meter: 13:38,04 min, 8. Juli 2022 in Novo Mesto
- 10.000 Meter: 29:31,0 min, 25. April 2015 in Božjakovina

## Auszeichnungen (Auswahl)
- Europas Leichtathlet des Jahres: Fair Play Award (2023)[1]